# Mai 1786

## Événements
- Royaume-Uni : Pitt le Jeune place la caisse d’amortissement de la dette nationale sous le contrôle de commissaires indépendants[1].

- 1er mai : institution du Consiglio di Governo, Conseil unique comprenant sept départements pour administrer le Milanais[2].

- 10 mai : édit des processions. Joseph II interdit les processions et les pèlerinages dans ses États[3].

- 31 mai : verdict du Parlement de Paris dans l'Affaire du collier de la reine. Le cardinal de Rohan est acquitté et la comtesse de la Motte condamnée.

## Naissances
- 8 mai : Jean-Marie Vianney, le Saint Curé d'Ars.
- 25 mai : Jean-Marie Bachelot de La Pylaie (mort en 1856), botaniste, explorateur, dessinateur et archéologue français.

## Décès
- Edme Beguillet, agronome et historien français.

- 4 mai : Leonardo Ximenes (né en 1716), mathématicien, ingénieur, astronome, géographe et universitaire italien.
- 15 mai : Eva Ekeblad (née en 1724), première femme admise à l’Académie royale des sciences de Suède.
- 21 mai : Carl Wilhelm Scheele (né en 1742), chimiste suédois.